# Bảo hiểm xe

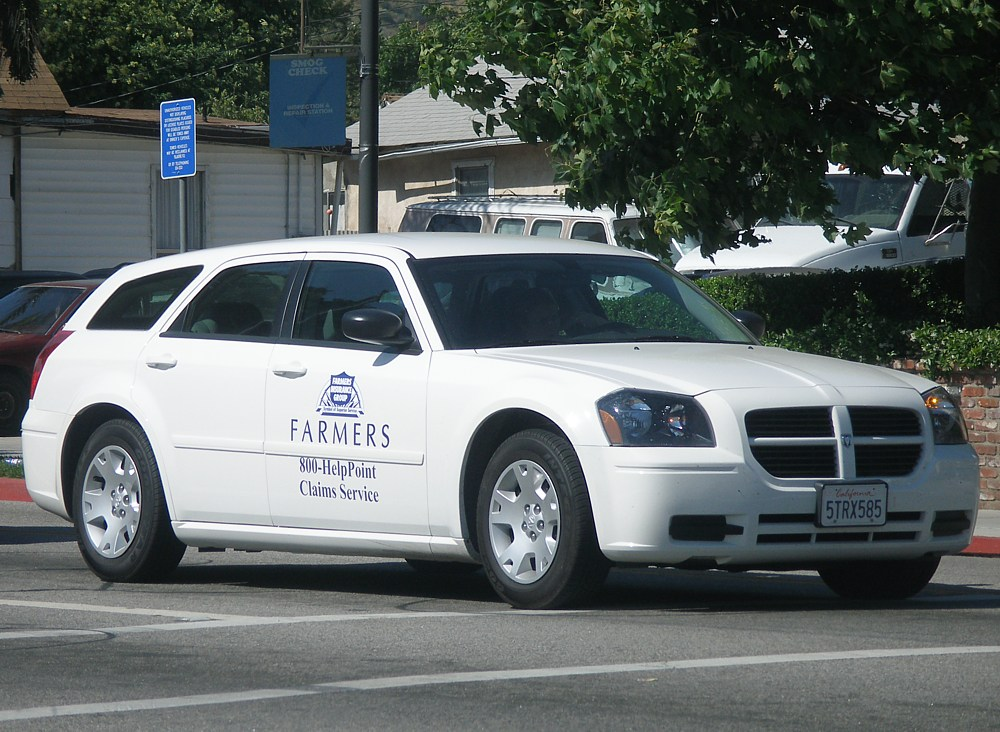
Farmers Insurance vehicle

Bảo hiểm xe (còn được gọi là bảo hiểm xe hơi, bảo hiểm xe máy, bảo hiểm ô tô) là bảo hiểm cho ô tô, xe tải, xe máy và các phương tiện giao thông đường bộ khác. Công dụng chính của nó là cung cấp sự bảo vệ tài chính chống lại thiệt hại vật chất hoặc thương tật do tai nạn giao thông và trách nhiệm pháp lí có thể phát sinh từ các sự cố trên xe. Ngoài ra, bảo hiểm xe còn cung cấp khả năng bảo vệ tài chính chống lại hành vi trộm cắp xe và chống lại thiệt hại cho phương tiện do các sự kiện khác ngoài tai nạn giao thông, chẳng hạn như bẻ khóa, thiên tai và thiệt hại do va chạm với các vật thể đứng yên. Các điều khoản cụ thể của bảo hiểm xe khác nhau tùy theo quy định pháp luật ở từng khu vực.

## Lịch sử
Ô tô có động cơ bắt đầu được sử dụng rộng rãi sau Chiến tranh thế giới thứ nhất ở các khu vực thành thị. Vào giai đoạn đó, ô tô có tốc độ tương đối nhanh và nguy hiểm, nhưng lại chưa có hình thức bảo hiểm ô tô bắt buộc ở bất kì đâu trên thế giới. Điều này có nghĩa là, các nạn nhân bị thương sẽ hiếm khi nhận được bất cứ khoản bồi thường nào trong một vụ tai nạn, và người lái xe thường phải đối mặt với chi phí đáng kể cho hư hỏng xe cũng như tài sản của họ.
Chương trình bảo hiểm xe ô tô bắt buộc lần đầu tiên được giới thiệu ở Vương quốc Anh, cùng với Đạo luật Giao thông Đường bộ năm 1930. Chính sách này đảm bảo rằng tất cả các chủ phương tiện và người lái xe phải được bảo hiểm trách nhiệm của họ về thương tật hoặc tử vong đối với bên thứ ba, trong khi xe của họ đang được sử dụng ở nơi công cộng. Đức Quốc Xã cũng ban hành một luật tương tự vào năm 1939, được gọi là "Đạo luật về việc thực hiện bảo hiểm bắt buộc cho chủ sở hữu phương tiện cơ giới."

## Chính sách công
Ở nhiều khu vực pháp lí, bắt buộc phải có bảo hiểm xe trước khi sử dụng hoặc giữ xe cơ giới trên đường công cộng. Hầu hết các khu vực pháp lí liên quan đến bảo hiểm cho cả chiếc xe và người lái xe; tuy nhiên, mức độ của mỗi loại khác nhau rất nhiều.
Một số khu vực pháp lí đã thử nghiệm với gói bảo hiểm "trả khi lái" sử dụng thiết bị theo dõi trong xe hoặc chẩn đoán xe. Điều này sẽ giải quyết các vấn đề của người lái xe ô tô không có bảo hiểm bằng cách cung cấp các tùy chọn bổ sung và cũng tính phí dựa trên số km đã lái, về mặt lí thuyết có thể làm tăng hiệu quả của bảo hiểm, thông qua việc thu gom hợp lí.

### Úc
Tại Úc, mỗi bang đều có chương trình bảo hiểm Bắt buộc dành cho Bên thứ Ba (Compulsory Third-Party - CTP) của riêng. CTP chỉ bao trả trách nhiệm thương tật cá nhân trong một tai nạn. Thiệt hại tài sản toàn diện và bên thứ ba, có hoặc không có bảo hiểm Cháy và trộm cắp thì được bán riêng.
- Bảo hiểm Toàn diện bao gồm các thiệt hại đối với tài sản của bên thứ ba và phương tiện và tài sản được bảo hiểm.
- Bảo hiểm Thiệt hại Tài sản của Bên thứ ba bao gồm những thiệt hại đối với tài sản và phương tiện của bên thứ ba, nhưng không bảo hiểm cho chiếc xe được bảo hiểm.
- Thiệt hại tài sản của bên thứ ba với bảo hiểm Cháy và Trộm bao gồm xe được bảo hiểm chống cháy và trộm cắp, cũng như tài sản và phương tiện của bên thứ ba.

#### Bảo hiểm bên thứ ba bắt buộc
Bảo hiểm CTP là bắt buộc ở mọi tiểu bang ở Úc và được thanh toán như một phần của quá trình đăng kí xe. Bảo hiểm này bao gồm chủ phương tiện và bất kì người nào điều khiển phương tiện mà chống lại các yêu cầu bồi thường trách nhiệm đối với trường hợp tử vong hoặc thương tật về người do lỗi của chủ phương tiện hoặc người điều khiển phương tiện. CTP có thể bao gồm bất cứ loại tổn hại nào về thể chất, thương tích cơ thể, và có thể bao trả chi phí của mọi điều trị y tế (nếu hợp lí) đối với các thương tích gây ra trong vụ tai nạn, mất tiền lương, chi phí dịch vụ chăm sóc. Ngoài ra, trong một số trường hợp thì bồi thường cho cả những đau đớn chịu đựng. Mỗi bang ở Úc lại có một chương trình khác nhau.
Bảo hiểm Tài sản của Bên thứ ba hoặc bảo hiểm Toàn diện bảo hiểm cho bên thứ ba về chi phí sửa chữa xe, mọi thiệt hại về tài sản hoặc chi phí thuốc men do tai nạn của người được bảo hiểm. Không nên nhầm lẫn chúng với bảo hiểm Bắt buộc của Bên thứ ba, vốn dành cho thương tật hoặc tử vong của một người nào đó trong một tai nạn.
Ở New South Wales, mỗi chiếc xe phải được bảo hiểm trước khi đăng kí. Nó thường được gọi là 'greennslip' ('phiếu xanh'), vì màu sắc của nó. Có năm công ty bảo hiểm CTP được cấp phép ở New South Wales. Suncorp giữ giấy phép cho GIO, AAMI và Allianz giữ một giấy phép. Hai giấy phép còn lại do QBE và NRMA Insurance (NRMA) nắm giữ. APIA và Shannons và bảo hiểm InsureMyRide cũng cung cấp bảo hiểm CTP được GIO cấp phép.
Một chương trình do tư nhân cung cấp cũng được áp dụng tại Lãnh thổ Thủ đô Úc thông qua AAMI, APIA, GIO và NRMA. Chủ phương tiện thanh toán cho CTP như một phần đăng kí xe của họ.
Ở Queensland, CTP được bao gồm sẵn trong lệ phí đăng kí xe. Có sự lựa chọn của công ty bảo hiểm tư nhân - Allianz, QBE, RACQ và Suncorp và giá cả do chính phủ kiểm soát.
Tại Nam Úc, kể từ tháng 7 năm 2016, CTP không còn được cung cấp bởi Ủy ban Tai nạn Động cơ. Chính phủ hiện đã cấp phép cho bốn công ty bảo hiểm tư nhân - AAMI, Allianz, QBE và SGIC, cung cấp bảo hiểm CTP SA. Kể từ tháng 7 năm 2019, các chủ phương tiện có thể lựa chọn công ty bảo hiểm CTP của riêng mình và các công ty bảo hiểm mới cũng có thể tham gia thị trường.

### New Zealand
Tại New Zealand, Tổng công ty Bồi thường Tai nạn (ACC) cung cấp bảo hiểm thương tật cá nhân (mà không do lỗi) trên toàn quốc. Các thương tích liên quan đến phương tiện cơ giới hoạt động trên đường công cộng được Tài khoản phương tiện cơ giới bảo hiểm, khoản phí bảo hiểm này được thu thông qua tiền xăng và phí cấp giấy phép phương tiện.

### Na Uy
Ở Na Uy, chủ phương tiện buộc phải cung cấp mức bảo hiểm trách nhiệm tối thiểu cho (các) phương tiện của mình - dưới bất kì hình thức nào. Nếu không, việc sử dụng phương tiện đó là bất hợp pháp. Nếu một người lái xe của người khác và bị tai nạn, bảo hiểm sẽ chi trả cho những thiệt hại đã xảy ra. Lưu ý rằng nhà cung cấp chính sách có thể chọn giới hạn phạm vi bảo hiểm để chỉ áp dụng cho các thành viên gia đình hoặc người trên một độ tuổi nhất định.

### Liên bang Nga
Bảo hiểm trách nhiệm xe cơ giới là bắt buộc đối với tất cả các chủ sở hữu theo luật pháp của Nga. Về mặt kĩ thuật, việc bảo hiểm xe là tự nguyện, nhưng có thể bắt buộc trong một số trường hợp, ví dụ: xe đang cho thuê.

### Nam Phi
Nam Phi phân bổ một phần trăm số tiền từ nhiên liệu vào Quỹ Tai nạn Đường bộ, nhằm bồi thường cho các bên thứ ba trong các vụ tai nạn.

### Hoa Kỳ
Các qui định về bảo hiểm xe khác nhau theo từng bang trong số 50 bang của Hoa Kỳ và các vùng lãnh thổ khác, mỗi bang của Mĩ có các yêu cầu bảo hiểm tối thiểu bắt buộc riêng. Mỗi tiểu bang trong số 50 tiểu bang của Mĩ và Đặc khu Columbia yêu cầu người lái xe phải có bảo hiểm cho cả thương tật thân thể và thiệt hại tài sản, ngoại trừ New Hampshire và Virginia, nhưng mức bảo hiểm tối thiểu theo yêu cầu của luật sẽ khác nhau tùy theo tiểu bang. Ví dụ: yêu cầu bảo hiểm trách nhiệm bồi thường thương tật thân thể tối thiểu dao động từ 30.000 đô la ở Arizona đến 100.000 đô la ở Alaska và Maine, trong khi yêu cầu trách nhiệm bồi thường thiệt hại tài sản tối thiểu dao động từ 5.000 đô la đến 25.000 đô la ở hầu hết các tiểu bang còn lại.